# Науендорф (Залекрајс)
Науендорф (њем. Nauendorf) општина је у њемачкој савезној држави Саксонија-Анхалт. Једно је од 29 општинских средишта округа Зале. Према процјени из 2010. у општини је живјело 1.812 становника. Посједује регионалну шифру (AGS) 15088240.

## Географски и демографски подаци
Науендорф се налази у савезној држави Саксонија-Анхалт у округу Зале. Општина се налази на надморској висини од 144 метра. Површина општине износи 11,5 km². У самом мјесту је, према процјени из 2010. године, живјело 1.812 становника. Просјечна густина становништва износи 157 становника/km².